# Hélène Jégado
Hélène Jégado, född 1803, död 26 februari 1852, var ett franskt hembiträde som från 1833 mördade cirka 18 personer genom att förgifta dem med arsenik. Som seriemörderska mördade hon både medlemmar ur arbetsgivarfamiljer och medarbetare. Hon avrättades 1852 i giljotinen.

### Fotnoter
1. ↑  ”The 9 Most Frightening Female Serial Killers” (på engelska). First to Know. 17 juli 2014. Arkiverad från originalet den 27 december 2014. https://web.archive.org/web/20141227213354/http://firsttoknow.com/9-frightening-female-serial-killers/. Läst 27 december 2014.